# Campionat de Badalona d'esquí
El Campionat de Badalona d'esquí va ser una competició organitzada per la secció d'Esports de Muntanya de l'Agrupació Excursionista de Badalona. Es van celebrar tres edicions a començaments de la dècada dels anys 30 del segle xx, just abans de l'esclat de la Guerra Civil espanyola.
El campionat d'esquí es celebrava a les pistes de La Molina i estava adreçada a qualsevol habitant de la ciutat de Badalona o bé pertanyessin a alguna associació de la ciutat. La competició estava dividida en dues categories: una individual i una per equips, en la qual només es comptabilitzaven les tres millors marques dels participants de cada club. Nombroses empreses locals i regionals com Deulofeu, Proa, Perfumeria Parera, Ferreteria La Badalonesa, entre d'altres, es van sumar al projecte aportant diversos premis per als campions.
La primera edició es va celebrar el 4 de març de 1934 a La Molina, i hi van participar vint esquiadors representant a les entitats AE Badalona (organitzadors), Palestra, CC Badaloní i FJC. El primer campió va ser en Marcel Giró, de l'AE Badalona, sent Palestra l'equip campió.
La segona edició, la del 1935, es va celebrar el 24 de març, també a La Molina, i va comptar amb el suport de l'Ajuntament de Badalona. Per aquesta edició el departament de Foment i Cultura de l'Ajuntament va concedir una Copa i sis medalles a la Secció per a l'esdeveniment. El campió va ser en Francesc Domingo, i la senyora Rosa Lleal va ser la campiona de la categoria femenina, sent la primera vegada que aquesta es duia a terme.
La tercera edició es va celebrar a les mateixes pistes el 15 de març de 1936, resultant campió en Modest Giró, de l'equip Palestra. L'equip campió va ser l'equip de l'Agrupació Excursionista de Badalona.
L'any 1937 ja no es va celebrar degut a la imminència de la Guerra Civil espanyola, tot i que l'esquí va seguir present a la ciutat com ho demostra la creació, l'any 1941, de la secció d'esquí de la Unió Gimnàstica de Badalona amb la intenció de reprendre el campionat.